# 구하라...운명의 나그네산/꿈조차 그릴 수 없는 밤하늘에는
〈구하라...운명의 나그네산/꿈조차 그릴 수 없는 밤하늘에는〉(求めよ…運命の旅人算/夢さえ描けない夜空には 모토메요…운메이노타비히토상/유메사에에카게나이요소라니하[*])은 BEYOOOOONDS의 네 번째 싱글이다. 2023년 4월 12일에 업프런트 워크스 (Zetima)에서 발매되었다.

## 개요
- 초회생산한정반 A · B · SP, 통상반 A · B의 다섯 가지 형태로 발매됐다. 초회생산한정반 A · B · SP에는 Blu-ray Disc가 들어있다. 모든 초도 생산 한정반에는 이벤트 참가권이 봉입된다. 통상반의 모든 초도 사양에는 트레이딩 카드(통상반 A에는 〈求めよ…運命の旅人算
 / 구하라...운명의 나그네산〉(이하, ‘구하라...운명의 나그네산’), 통상반 B에는 〈夢さえ描けない夜空には
 / 꿈조차 그릴 수 없는 밤하늘에는〉(이하, ‘꿈조차 그릴 수 없는 밤하늘에는’)의 각각의 의상의 솔로 12종+단체 1종 중에서 랜덤으로 1장)가 봉입되어 있다.
- 이치오카 레이나의 사실상 마지막 참가 싱글이다.

## 발매일
| 국가 | 날짜            | 레이블 | 포맷                                    | 카탈로그 번호                      |
| ---- | --------------- | ------ | --------------------------------------- | ---------------------------------- |
| 일본 | 2023년 4월 12일 | Zetima | CD 맥시 싱글+DVD                        | EPCE-7749 ~ 50 (초회생산한정반 A)  |
| 일본 | 2023년 4월 12일 | Zetima | CD 맥시 싱글+DVD                        | EPCE-7751 ~ 52 (초회생산한정반 B)  |
| 일본 | 2023년 4월 12일 | Zetima | CD 맥시 싱글+DVD                        | EPCE-7753 ~ 54 (초회생산한정반 SP) |
| 일본 | 2023년 4월 12일 | Zetima | CD 맥시 싱글                            | EPCE-7755 (통상반 A)               |
| 일본 | 2023년 4월 12일 | Zetima | CD 맥시 싱글                            | EPCE-7756 (통상반 B)               |
| 일본 | 2023년 4월 12일 | Zetima | 다운로드 (AAC-LC)                       |                                    |
| 일본 | 2023년 4월 12일 | Zetima | 고음질 음원 다운로드 (FLAC 96kHz/24bit) |                                    |